# Calypsos (Francesco De Gregori)
Calypsos è un album di Francesco De Gregori pubblicato nel 2006.

## Descrizione
La cosa che colpì molto pubblico e critica fu la tempistica stessa dell'album, uscito nei negozi il 17 febbraio 2006, a neanche un anno dal precedente Pezzi (25 marzo 2005), tempi strettissimi per gli standard di De Gregori stesso, che altrimenti tendeva a dilatare molto le uscite dei propri lavori di studio (prodigandosi più spesso in dischi dal vivo o antologici). Forse anche per questo motivo, in copertina è riportato il sottotitolo "9 canzoni nuove"; quasi una strizzata d'occhio, con annesso gioco di parole.
Il titolo del cd prende il nome dalla dea Calipso, la ninfa del mare che, per amore, trattenne Ulisse nell'isola di Ogigia per sette anni. Un nome dal profumo esotico e misterioso, quello della ninfa, che ricorda le sonorità raccolte, acustiche e tenere delle nuove canzoni.
Il disco, registrato tra novembre e dicembre del 2005, è stato prodotto, come i precedenti album, dal bassista Guido Guglielminetti. Oltre che in CD, e uscito anche in formato 33 giri.
L'album ha raggiunto la prima posizione in classifica in Italia.

## Tracce
1. Cardiologia – 4:06
2. La linea della vita – 4:57
3. La casa – 3:35
4. L'angelo – 3:38
5. In onda – 5:24
6. Mayday – 4:54
7. Per le strade di Roma – 5:44
8. L'amore comunque – 4:15
9. Tre stelle – 3:13

## Formazione
- Francesco De Gregori - voce, chitarra acustica
- Alessandro Arianti - pianoforte
- Lucio Bardi - chitarra acustica, chitarra elettrica
- Alessandro Svampa - batteria, tamburello, cajon
- Paolo Giovenchi - chitarra acustica, chitarra elettrica
- Guido Guglielminetti - basso, contrabbasso
- Alessandro Valle - pedal steel guitar
- Giacomo Pecorella - violoncello
- Valerio Conti - viola
- Maria Lisa Telera - viola
- Giorgio Tentoni - violino
- Fabrizio Bono - violino
- Claudia Berté, Moira De Santi, Elsa Baldini, Lucy Campeti - cori